# Hide Away - Man Is Comin'!
Hide Away - Man Is Comin'! – pierwszy singiel niemieckiego zespołu Silent Circle, promujący zarazem debiutancki album - No. 1. Wydany w roku 1985 nakładem wytwórni Blow Up. Numer katalogowy: INT 110.569. Maxi-singiel wydany został pod numerem: INT 125.540.
Utwór został zaprezentowany w programie "Show & Co. Mit Carlo" i zdobył pewną popularność. To zaowocowało podpisaniem kontraktu z wytwórnią Blow Up na album oraz kolejne single Silent Circle.

## Autorzy utworu
- kompozytorzy: Bernd Dietrich / Engelbert Simons
- autorzy tekstu: Bernd Dietrich / Engelbert Simons
- wokalista: Martin Tychsen
- instrumenty klawiszowe: Axel Breitung